# Nô-ê
Noah  tiếng Việt: Nô-a, là vị tổ phụ thứ 10 và cũng là cuối cùng trước trận đại hồng thủy. Câu chuyện về Tàu Nô-ê  được kể trong tường thuật về lũ lụt của Genesis trong Kinh thánh và Lời nguyền của Canaan
Bên cạnh sách Sáng Thế,  Noah cũng được đề cập trong cuốn sách đầu tiên của Chronicles, và những cuốn sách của Tobit, Wisdom, Sirach, Isaiah, Ezekiel, 2 Esdras, 4 Maccabees; và có trong Kinh thánh Tân Ước theo Tin Mừng Matthêu, Tin Mừng của Thánh Luca, Thư gửi tín hữu Do Thái, 1st Peter và 2nd Peter. và trong Tân Ước trong Tin Mừng Matthêu, Tin Mừng của Thánh Luca, Thư gửi tín hữu Do Thái, 1st Peter và 2nd Peter. Nô-ê là chủ đề được nhiều người giải thích trong các tài liệu về các tôn giáo Abrahamic sau này, bao gồm cả Kinh Quran (Sura 71).

## Gia phả

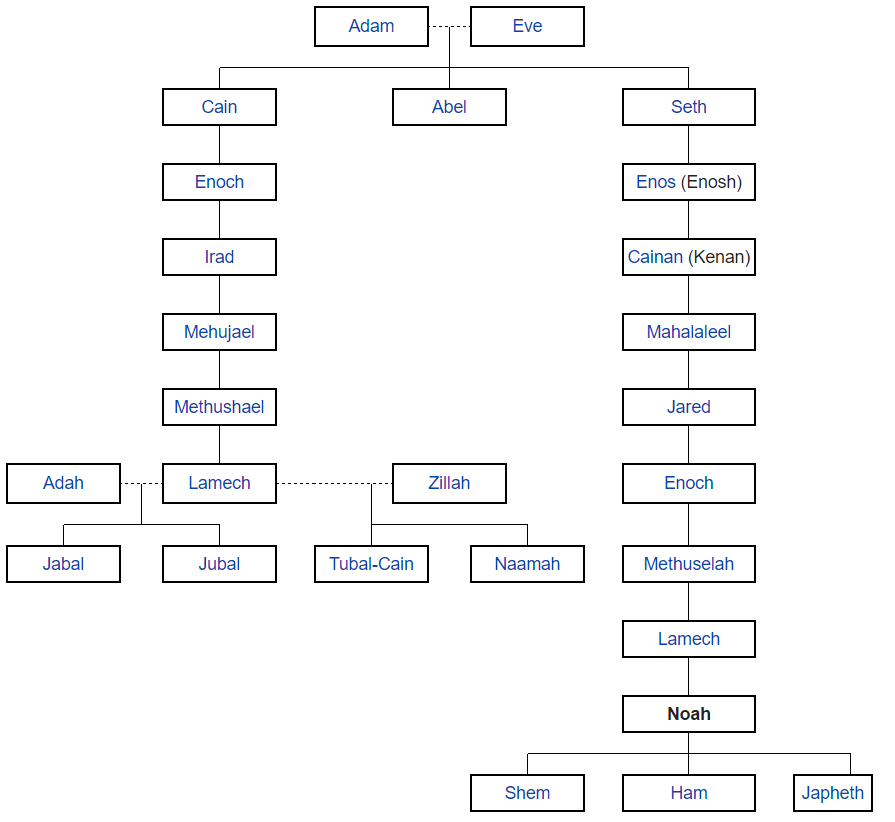
Gia phả Noah từ thời Adam và Eva